# Ronde van Frankrijk 2023
De 110e editie van de Ronde van Frankrijk werd verreden van 1 tot en met 23 juli 2023.

## Tourstart
De Grand Départ vond plaats in het Spaanse Bilbao. Het was de tweede keer dat de Tour in Spanje van start ging. De eerste keer was in 1992 en was eveneens in Baskenland.

## Etappe-overzicht[1]
| Datum   | Etappe                              | Start – Finish                                                      | Afstand (in km)                     | Type                                | Winnaar                             | Ploeg                               | Klassementsleider                   |
| ------- | ----------------------------------- | ------------------------------------------------------------------- | ----------------------------------- | ----------------------------------- | ----------------------------------- | ----------------------------------- | ----------------------------------- |
| 1 juli  | 1                                   | Bilbao – Bilbao                                                     | 182,0                               | Heuvelrit                           | Adam Yates                          | UAE Team Emirates                   | Adam Yates                          |
| 2 juli  | 2                                   | Vitoria-Gasteiz – Donostia-San Sebastián                            | 208,9                               | Heuvelrit                           | Victor Lafay                        | Cofidis                             | Adam Yates                          |
| 3 juli  | 3                                   | Amorebieta-Etxano – Bayonne                                         | 193,5                               | Vlakke rit                          | Jasper Philipsen                    | Alpecin-Deceuninck                  | Adam Yates                          |
| 4 juli  | 4                                   | Dax – Nogaro                                                        | 181,8                               | Vlakke rit                          | Jasper Philipsen                    | Alpecin-Deceuninck                  | Adam Yates                          |
| 5 juli  | 5                                   | Pau – Laruns                                                        | 162,7                               | Bergrit                             | Jai Hindley                         | BORA-hansgrohe                      | Jai Hindley                         |
| 6 juli  | 6                                   | Tarbes – Cauterets                                                  | 144,9                               | Bergrit                             | Tadej Pogačar                       | UAE Team Emirates                   | Jonas Vingegaard                    |
| 7 juli  | 7                                   | Mont-de-Marsan – Bordeaux                                           | 169,9                               | Vlakke rit                          | Jasper Philipsen                    | Alpecin-Deceuninck                  | Jonas Vingegaard                    |
| 8 juli  | 8                                   | Libourne – Limoges                                                  | 200,7                               | Heuvelrit                           | Mads Pedersen                       | Lidl-Trek                           | Jonas Vingegaard                    |
| 9 juli  | 9                                   | Saint-Léonard-de-Noblat – Puy de Dôme                               | 182,4                               | Bergrit                             | Michael Woods                       | Israel-Premier Tech                 | Jonas Vingegaard                    |
| 10 juli | Rustdag in Clermont-Ferrand         | Rustdag in Clermont-Ferrand                                         | Rustdag in Clermont-Ferrand         | Rustdag in Clermont-Ferrand         | Rustdag in Clermont-Ferrand         | Rustdag in Clermont-Ferrand         | Rustdag in Clermont-Ferrand         |
| 11 juli | 10                                  | Saint-Ours (Vulcania) – Issoire                                     | 167,2                               | Heuvelrit                           | Pello Bilbao                        | Bahrain-Victorious                  | Jonas Vingegaard                    |
| 12 juli | 11                                  | Clermont-Ferrand – Moulins                                          | 179,8                               | Vlakke rit                          | Jasper Philipsen                    | Alpecin-Deceuninck                  | Jonas Vingegaard                    |
| 13 juli | 12                                  | Roanne – Belleville-en-Beaujolais                                   | 168,8                               | Heuvelrit                           | Jon Izagirre                        | Cofidis                             | Jonas Vingegaard                    |
| 14 juli | 13                                  | Châtillon-sur-Chalaronne – Grand Colombier                          | 137,8                               | Bergrit                             | Michał Kwiatkowski                  | INEOS Grenadiers                    | Jonas Vingegaard                    |
| 15 juli | 14                                  | Annemasse – Morzine, Les Portes du Soleil                           | 151,8                               | Bergrit                             | Carlos Rodriguez                    | INEOS Grenadiers                    | Jonas Vingegaard                    |
| 16 juli | 15                                  | Les Gets, Les Portes du Soleil – Saint-Gervais Mont Blanc Le Bettex | 179,0                               | Bergrit                             | Wout Poels                          | Bahrain-Victorious                  | Jonas Vingegaard                    |
| 17 juli | Rustdag in Saint-Gervais Mont Blanc | Rustdag in Saint-Gervais Mont Blanc                                 | Rustdag in Saint-Gervais Mont Blanc | Rustdag in Saint-Gervais Mont Blanc | Rustdag in Saint-Gervais Mont Blanc | Rustdag in Saint-Gervais Mont Blanc | Rustdag in Saint-Gervais Mont Blanc |
| 18 juli | 16                                  | Passy – Combloux                                                    | 22,4                                | Individuele tijdrit                 | Jonas Vingegaard                    | Team Jumbo-Visma                    | Jonas Vingegaard                    |
| 19 juli | 17                                  | Saint-Gervais Mont Blanc – Courchevel                               | 165,7                               | Bergrit                             | Felix Gall                          | AG2R-Citroën                        | Jonas Vingegaard                    |
| 20 juli | 18                                  | Moûtiers – Bourg-en-Bresse                                          | 184,9                               | Vlakke rit                          | Kasper Asgreen                      | Soudal Quick-Step                   | Jonas Vingegaard                    |
| 21 juli | 19                                  | Moirans-en-Montagne – Poligny                                       | 172,8                               | Heuvelrit                           | Matej Mohorič                       | Bahrain-Victorious                  | Jonas Vingegaard                    |
| 22 juli | 20                                  | Belfort – Le Markstein-Fellering                                    | 133,0                               | Bergrit                             | Tadej Pogačar                       | UAE Team Emirates                   | Jonas Vingegaard                    |
| 23 juli | 21                                  | Saint-Quentin-en-Yvelines – Parijs (Champs Élysées)                 | 115,1                               | Vlakke rit                          | Jordi Meeus                         | BORA-hansgrohe                      | Jonas Vingegaard                    |
| Datum   | Etappe                              | Start – Finish                                                      | Afstand (in km)                     | Type                                | Winnaar                             | Ploeg                               | Klassementsleider                   |

## Klassementsleiders na elke etappe[2]
| Etappe 0       | Winnaar            | Algemeen klassement | Puntenklassement | Bergklassement     | Jongerenklassement | Ploegenklassement  | Strijdlust           |
| -------------- | ------------------ | ------------------- | ---------------- | ------------------ | ------------------ | ------------------ | -------------------- |
| 1              | Adam Yates         | Adam Yates          | Adam Yates 1     | Neilson Powless    | Tadej Pogačar      | Jumbo-Visma        | Adam Yates           |
| 2              | Victor Lafay       | Adam Yates          | Victor Lafay     | Neilson Powless    | Tadej Pogačar      | Jumbo-Visma        | Neilson Powless      |
| 3              | Jasper Philipsen   | Adam Yates          | Victor Lafay     | Neilson Powless    | Tadej Pogačar      | Jumbo-Visma        | Laurent Pichon       |
| 4              | Jasper Philipsen   | Adam Yates          | Jasper Philipsen | Neilson Powless    | Tadej Pogačar      | Jumbo-Visma        | Benoît Cosnefroy     |
| 5              | Jai Hindley        | Jai Hindley         | Jasper Philipsen | Felix Gall         | Tadej Pogačar      | Jumbo-Visma        | Wout van Aert        |
| 6              | Tadej Pogačar      | Jonas Vingegaard    | Jasper Philipsen | Neilson Powless    | Tadej Pogačar      | Jumbo-Visma        | Wout van Aert        |
| 7              | Jasper Philipsen   | Jonas Vingegaard    | Jasper Philipsen | Neilson Powless    | Tadej Pogačar      | Jumbo-Visma        | Simon Guglielmi      |
| 8              | Mads Pedersen      | Jonas Vingegaard    | Jasper Philipsen | Neilson Powless    | Tadej Pogačar      | Jumbo-Visma        | Anthony Turgis       |
| 9              | Michael Woods      | Jonas Vingegaard    | Jasper Philipsen | Neilson Powless    | Tadej Pogačar      | Bahrain-Victorious | Matteo Jorgenson     |
| 10             | Pello Bilbao       | Jonas Vingegaard    | Jasper Philipsen | Neilson Powless    | Tadej Pogačar      | Bahrain-Victorious | Krists Neilands      |
| 11             | Jasper Philipsen   | Jonas Vingegaard    | Jasper Philipsen | Neilson Powless    | Tadej Pogačar      | Bahrain-Victorious | Daniel Oss           |
| 12             | Jon Izagirre       | Jonas Vingegaard    | Jasper Philipsen | Neilson Powless    | Tadej Pogačar      | Bahrain-Victorious | Mathieu van der Poel |
| 13             | Michał Kwiatkowski | Jonas Vingegaard    | Jasper Philipsen | Neilson Powless    | Tadej Pogačar      | INEOS Grenadiers   | Michał Kwiatkowski   |
| 14             | Carlos Rodriguez   | Jonas Vingegaard    | Jasper Philipsen | Jonas Vingegaard 2 | Tadej Pogačar      | INEOS Grenadiers   | Giulio Ciccone       |
| 15             | Wout Poels         | Jonas Vingegaard    | Jasper Philipsen | Giulio Ciccone     | Tadej Pogačar      | Jumbo-Visma        | Adrien Petit         |
| 16             | Jonas Vingegaard   | Jonas Vingegaard    | Jasper Philipsen | Giulio Ciccone     | Tadej Pogačar      | Jumbo-Visma        | Niet uitgereikt      |
| 17             | Felix Gall         | Jonas Vingegaard    | Jasper Philipsen | Giulio Ciccone     | Tadej Pogačar      | Jumbo-Visma        | Felix Gall           |
| 18             | Kasper Asgreen     | Jonas Vingegaard    | Jasper Philipsen | Giulio Ciccone     | Tadej Pogačar      | Jumbo-Visma        | Victor Campenaerts   |
| 19             | Matej Mohorič      | Jonas Vingegaard    | Jasper Philipsen | Giulio Ciccone     | Tadej Pogačar      | Jumbo-Visma        | Victor Campenaerts   |
| 20             | Tadej Pogačar      | Jonas Vingegaard    | Jasper Philipsen | Giulio Ciccone     | Tadej Pogačar      | Jumbo-Visma        | Thibaut Pinot        |
| 21             | Jordi Meeus        | Jonas Vingegaard    | Jasper Philipsen | Giulio Ciccone     | Tadej Pogačar      | Jumbo-Visma        | Niet uitgereikt      |
| Eindklassement | Eindklassement     | Jonas Vingegaard    | Jasper Philipsen | Giulio Ciccone     | Tadej Pogačar      | Jumbo-Visma        | Victor Campenaerts   |

- 1 De groene trui werd in de tweede etappe gedragen door Simon Yates, tweede in het puntenklassement na geletruidrager Adam Yates.
- 2 De bolletjestrui werd in de vijftiende etappe gedragen door Neilson Powless, tweede in het bergklassement na geletruidrager Jonas Vingegaard.

## Eindklassementen

### Algemeen klassement
| Plaats    | Naam             | Ploeg              | Tijd       |
| --------- | ---------------- | ------------------ | ---------- |
| Gele trui | Jonas Vingegaard | Team Jumbo-Visma   | 82u05'42"  |
| 2         | Tadej Pogačar    | UAE Team Emirates  | + 7'29"    |
| 3         | Adam Yates       | UAE Team Emirates  | + 10'56"   |
| 4         | Simon Yates      | Team Jayco AlUla   | + 12'23"   |
| 5         | Carlos Rodríguez | INEOS Grenadiers   | + 13'17"   |
| 6         | Pello Bilbao     | Bahrain-Victorious | + 13'27"   |
| 7         | Jai Hindley      | BORA-hansgrohe     | + 14'44"   |
| 8         | Felix Gall       | AG2R-Citroën       | + 16'09"   |
| 9         | David Gaudu      | Groupama-FDJ       | + 23'08"   |
| 10        | Guillaume Martin | Cofidis            | + 26'30"   |
|           |                  |                    |            |
| 18        | Wilco Kelderman  | Team Jumbo-Visma   | + 1u06'46" |
| 24        | Tiesj Benoot     | Team Jumbo-Visma   | + 1u46'55" |

### Nevenklassementen
| Puntenklassement |                   |                    |        |
| Plaats           | Naam              | Ploeg              | Punten |
| Groene trui      | Jasper Philipsen  | Alpecin-Deceuninck | 377    |
| 2                | Mads Pedersen     | Lidl-Trek          | 258    |
| 3                | Bryan Coquard     | Cofidis            | 203    |
|                  |                   |                    |        |
| 11               | Dylan Groenewegen | Team Jayco AlUla   | 95     |

| Bergklassement |                  |                    |        |
| Plaats         | Naam             | Ploeg              | Punten |
| Bolletjestrui  | Giulio Ciccone   | Lidl-Trek          | 106    |
| 2              | Felix Gall       | AG2R-Citroën       | 92     |
| 3              | Jonas Vingegaard | Team Jumbo-Visma   | 89     |
|                |                  |                    |        |
| 14             | Wout Poels       | Bahrain-Victorious | 20     |
| 20             | Maxim Van Gils   | Lotto-Dstny        | 16     |

| Jongerenklassement |                   |                   |            |
| Plaats             | Naam              | Ploeg             | Tijd       |
| Witte trui         | Tadej Pogačar     | UAE Team Emirates | 82u13'11"  |
| 2                  | Carlos Rodríguez  | INEOS Grenadiers  | + 5'48"    |
| 3                  | Felix Gall        | AG2R-Citroën      | + 8'40"    |
|                    |                   |                   |            |
| 10                 | Maxim Van Gils    | Lotto-Dstny       | + 3u10'20" |
| 13                 | Lars van den Berg | Groupama-FDJ      | + 3u38'34" |

| Ploegenklassement |                          |            |
| Plaats            | Ploeg                    | Tijd       |
|                   | Team Jumbo-Visma         | 247u26'17" |
| 2                 | UAE Emirates             | + 13'49"   |
| 3                 | INEOS Grenadiers         | + 27'38"   |
|                   |                          |            |
| 16                | Intermarché-Circus-Wanty | + 6u57'01" |